# Битва при Алькантаре (1809)
В битве при Алькантаре 14 мая 1809 года имперская французская дивизия во главе с маршалом Клодом-Виктором Перреном атаковала португальский отряд под командованием полковника Уильяма Мейна. После трёхчасовой перестрелки французы прорвались через Алькантарский мост и заставили португальцев отступить. Столкновение произошло во время Пиренейской войны, являющейся частью наполеоновских войн. Алькантара расположена на реке Тахо неподалёку от границы с Португалией, в 258 км на юго-запад от Мадрида.
В то время как маршал Никола Сульт вторгся в северную Португалию в начале 1809 года, две другие французские армии были готовы помочь ему в завоевании Португалии. Дивизия Пьера Белона Лаписса находилась возле Сьюдад-Родриго, в то время как 1-й корпус Виктора действовал в долине Тахо. Небольшая армия под руководством Роберта Томаса Вильсона наблюдала за Лаписсом, в то время как англо-португальский корпус Александра Рэндолла Маккензи следил за Виктором. Не сумев избавиться от Вильсона, Лаписс пошёл на юг, чтобы присоединиться к Виктору. Когда англо-португальская армия сэра Артура Уэлсли начала наступление, чтобы атаковать корпус Сульта, отряд Мейна занял Алькантару.
Полагая, что войска Мейна представляют собой серьёзную угрозу, Виктор вступил с ним в бой. Батальон Лояльного Лузитанского легиона защищал Алькантарский мост в течение трёх часов. Затем французская артиллерия подавила их орудия, а вспомогательный батальон ополченцев бежал. Мост был заминирован, но когда Мейн приказал его взорвать, прочная конструкция выдержала взрыв. Пехота Виктора бросилась в атаку через не полностью разрушенный пролёт. Французы ещё несколько дней оставались в этом районе, но в конце концов ушли. Следующим сражением стала битва при Талавере.

## Предыстория

### Второе вторжение в Португалию
Первое вторжение в Португалию в 1807 году привело к оккупации французами этой страны. Она закончилась 21 августа 1808 года, когда захватчики были побеждены британской армией сэра Артура Уэлсли в битве при Вимейру. Стремясь побыстрей освободить Португалию, победившие британские генералы заключили Синтрскую конвенцию, согласно которой французская оккупационная армия была перевезена обратно во Францию британскими кораблями.
Сэр Джон Мур и его британская армия покинули Португалию в октябре 1808 года, намереваясь помочь испанцам сбросить иго императора Наполеона. Эта экспедиция закончилась смертью Мура в битве при Ла-Корунье 16 января 1809 года. Тем не менее, его армия одержала тактическую победу над преследующими французами, позволив британскому флоту эвакуировать солдат.
Стратегия Наполеона на начало 1809 года предусматривала вторжение в Португалию тремя колоннами. Он приказал 20 тыс. солдат маршала Никола Сульта наступать с севера, 9 тыс. солдат дивизионного генерала Пьера Белона Лаписса вошли с северо-востока, а войска маршала Клода Виктора — с востока. План Наполеона предусматривал, что Сульт должен захватить Порту к 5 февраля 1809 года. Оттуда Сульт должен был идти в Лиссабон и занять его до 16-го числа того же месяца. Тем временем Лаписсу было приказано выйти из Саламанки и захватить португальские города Сьюдад-Родриго и Алмейду, как только 2-й корпус Сульта доберётся до Порту. К этому времени Виктору было приказано быть в Мериде. Оттуда он должен был направить колонну к Лиссабону. Император ожидал, что Сульт, Лаписс и Виктор будут постоянно посылать друг другу гонцов и легко координировать свои действия. Также он игнорировал вероятность того, что португальские и испанские партизаны будут мешать Сульту связываться со своими соратниками.
30 января 1809 года Сульт начал наступление на юг, нацелившись на Португалию. После того, как его в середине февраля его первая попытка пересечь реку Минью была отбита, его войска прошли к Оренсе и пересекли там мост. 6 марта кавалерия Сульта разгромила испанскую бригаду в Ла-Трепа, и 9 марта 2-й корпус вступил в Португалию. В битве при Браге 20 марта французы разгромили португальскую армию, состоящую из немногочисленного регулярного войска и 22 тыс. ополченцев. Первая битва при Порту 29-го была очередной односторонней французской победой, отмеченной ужасающими потерями среди португальцев. Но, несмотря на то, что он успешно дошёл до Порту, Сульт обнаружил, что его линии сообщения прерваны регулярными и нерегулярными португальскими войсками под командованием генерала Франсиско Сильвейры, и он понятия не имеет о местонахождении Лаписса.

### Другие операции
Тем временем 28 марта 1809 года маршал Виктор одержал убедительную победу над испанской армией генерала Григорио Гарсиа де ла Куэсты в битве при Медельине. Хотя он продолжил путь к Мериде, Виктор жаловался в посланиях королю Жозефу Бонапарту, что ему не хватает войска для вторжения в Португалию. Он просил вернуть дивизию Лаписса, но поначалу ему было отказано.
После ухода Мура с основными британскими силами Португалия осталась под защитой небольшого гарнизона под командованием сэра Джона Крэдока. Хотя Крэдок тоже готовился покинуть Португалию, ряд его офицеров были откровенны в своем желании противостоять французам. Полковник Роберт Томас Вильсон и 1,2 тыс. португальских регулярных солдат Лояльного Лузитанского легиона были размещены на северо-востоке близ Алмейды. Вильсон отказался подчиниться приказу Крэдока уйти. Вместо этого он оставил часть своих войск в гарнизоне Алмейды, а с остальными начал энергично атаковать наступающее подразделение Лаписса. Полагая, что имеет дело с вражеской армией в 12 тыс. человек, Лаписс приостановил наступление. Когда Вильсон занял Пуэрто-де-Баньос, нарушив связь между Лаписсом и Виктором, Виктор наконец получил разрешение взять под свой контроль дивизию Лаписса. Он приказал Лаписсу двигаться на юг и присоединиться к нему. По дороге французские солдаты разграбили Алькантару.
22 апреля Уэлсли принял командование британской армией в Португалии, которая была усилена до 23 тыс. человек. Столкнувшись с разрозненными французскими противниками, Уэлсли решил сначала напасть на Сульта, наблюдая пи этом за Виктором. Для наступления на север в направлении армии Сульта было выделено 18,5 тыс. солдат. Фланговая колонна из 6 тыс. человек под командованием Уильяма Карра Бересфорда должна была сотрудничать с силами Сильвейры. Чтобы наблюдать за Виктором на востоке, генерал-майору Александру Рэндоллу Маккензи было выделено 12 тыс. солдат.
База Маккензи находилась в Абрантише. Британская часть его армии включала в себя кавалерийскую бригаду бригадного генерала Генри Фейна в 1304 сабель, пехотную бригаду Маккензи, насчитывающую 2709 человек, и батарею Королевской артиллерии капитана Мэя в 315 человек. Кавалерию представляли 3-й драгунский гвардейский и 4-й гусарский полки, а пехоту 2-й батальон 24-го, 3-й батальон 27-го, 2-й батальон 31-го и 1-й батальон 41-го пехотных полков. Португальский контингент состоял из кавалерийской бригады, пехотной бригады и двух артиллерийских батарей. Пять эскадронов 3-го и 4-го драгунских полков составили кавалерийскую бригаду. Пехотная бригада состояла из 1-го и 2-го батальонов 3-го, 4-го, 13-го и 15-го линейных полков, 1-го батальона 1-го полка и 1-го, 4-го и 5-го батальонов касадорского полка.

## Битва
Веллингтон приказал 1-му батальону полковника Уильяма Мейна из Лояльного Лузитанского легиона, ополченскому батальону Idanha и батарее из шести орудий Легиона служить в качестве форпоста корпуса Маккензи. Около 2 тыс. португальцев спустились с гор на север, пересекли Испанию и двинулись в Алькантару. Старый римский мост через реку Тахо в Алькантаре связывал северную и центральную Эстремадуру. Полагая, что отряд Мейна является авангардом наступления, 11 мая Виктор отправился для борьбы с предполагаемой угрозой.
Дивизией, с которой шёл Виктор, командовал Лаписс. 2-я дивизия 1-го корпуса содержала по три батальонова из 16-го лёгкого и 8-го, 45-го и 54-го линейных пехотных полков. Включая восемь эскадронов в одной бригаде драгунов, армия Виктора насчитывала 9,5 тыс. человек и 12 орудий. Всадники принадлежали 1-й драгунской дивизии дивизионного генерала Виктора Николя Латур-Мобура, которая состояла из 1-го, 2-го, 4-го, 9-го, 14-го и 26-го драгунского эскадрона. Один источник указывает, что отряд Мейна в 1850 человек включал один эскадрон кавалерии Легиона и только два орудия.
14 мая колонна Виктора вступила в контакт с форпостами Мейна в Брозасе и быстро отбросила их. Мейн не пытался защищать Алькантару, которая находится на южном берегу Тахо. Вместо этого он укрепился на северном берегу, заминировав и забаррикадировав мост. Изучив ситуацию, Виктор решил подавить оборону противника, прежде чем отправлять через мост пехоту. Французская артиллерия и пехота начали обстреливать через реку португальцев Мейна. Защитники стойко сопротивлялись три часа. Около полудня португальские ополченцы запаниковали и сбежали. Затем Мейн приказал взорвать мост.
После того, как дым от взрыва развеялся, выяснилось, что старый крепкий мост всё ещё не поврежден. Одна сторона арки была разрушена, но пролёт выстоял. К этому времени французской артиллерии удалось поразить одну из пушек Мейна и подавить остальные. Виктор приказал одной из бригад Лаписса срочно отправиться через мост. Когда французским солдатам удалось переправиться и закрепиться на северном берегу, Мейн приказал отступить к перевалу Сальватерра.

## Итог
Батальон Лояльного Лузитанского легиона в 1 тыс. человек потерял трёх офицеров и 103 рядовых убитыми, пять офицеров и 143 рядовых ранеными, 15 человек пропали без вести. Потери ополченцев неизвестны. Подбитое орудие было брошено. Французские потери неизвестны. Виктор убедился, отряд Мэйна не является частью большой армии, как он до этого предполагал. Французы продвинулись всего на несколько километров от Алькантары, но это встревожило Маккензи, который решил, что его собираются атаковать. Уэлсли заверил своего подчинённого, что ему не о чем беспокоиться и что у Виктора нет достаточно солдат, чтобы представлять реальную угрозу позициям Маккензи за рекой Зезери. Проведя три дня возле Алькантары, Виктор удалился в Торремоча. Пока Виктор отсутствовал, Куэста послал войска в Мериду, но им не удалось выбить два батальона немецкой дивизии Жана Франсуа Леваля из укреплённого монастыря.